# Aratiatia Rapids
Die Aratiatia Rapids sind Stromschnellen des Waikato River im Gebiet der Ortschaft Rotokawa im Taupō District der Region Waikato auf der Nordinsel Neuseelands. Sie liegen wenige Kilometer stromabwärts der Huka Falls und zählen gemeinsam mit diesem zu den meistbesuchten Wasserfällen des Landes. Die sie durchströmenden Wassermassen werden durch ein Wehr des Kraftwerks Aratiatia kontrolliert. In den Sommermonaten erfolgt die Öffnung des Wehrs alle zwei Stunden zwischen 10:00 und 16:00 Uhr.
Vom New Zealand State Highway 5 zweigt nördlich von Taupō die Aratiatia Road nach Osten ab und leitet auf einen Besucherparkplatz. Von hier aus führt ein Wanderweg in fünf Gehminuten zu einem Aussichtspunkt auf die Stromschnellen.